# Masters of Formula 3
Masters of Formula 3 är en årlig racingtävling i formel 3 för Europas bästa förare, där framför allt F3 Euroseries och Brittiska F3-mästerskapets förare gör upp om segern. Tävlingen kördes första gången 1991 med David Coulthard som segrare. Traditionellt har tävlingen hållits på Zandvoort, men problem med antalet bullerdagar flyttades tävlingen till Zolder 2007 och 2008. 2009 återvände tävlingen till Zandvoort, sedan banan blivit av med sin A1 Grand Prix-tävling.

## Segrare
| Säsong | Vinnare            | Tvåa                | Trea                 |
| ------ | ------------------ | ------------------- | -------------------- |
| 1991   | David Coulthard    | Jordi Gené          | Marcel Albers        |
| 1992   | Pedro Lamy         | Diogo Castro Santos | Gil de Ferran        |
| 1993   | Jos Verstappen     | Paolo Coloni        | Michael Krumm        |
| 1994   | Gareth Rees        | Jörg Müller         | Sascha Maassen       |
| 1995   | Norberto Fontana   | Ralf Schumacher     | Hélio Castroneves    |
| 1996   | Kurt Mollekens     | Jonny Kane          | Nick Heidfeld        |
| 1997   | Tom Coronel        | Sébastien Philippe  | Mark Webber          |
| 1998   | David Saelens      | Enrique Bernoldi    | Mario Haberfeld      |
| 1999   | Marc Hynes         | Thomas Mutsch       | Etienne van de Linde |
| 2000   | Jonathan Cochet    | Ben Collins         | Tomas Scheckter      |
| 2001   | Takuma Sato        | André Lotterer      | Anthony Davidson     |
| 2002   | Fabio Carbone      | Olivier Pla         | Tristan Gommendy     |
| 2003   | Christian Klien    | Nelson Piquet Jr.   | Ryan Briscoe         |
| 2004   | Alexandre Prémat   | Eric Salignon       | Adam Carroll         |
| 2005   | Lewis Hamilton     | Adrian Sutil        | Lucas Di Grassi      |
| 2006   | Paul di Resta      | Giedo van der Garde | Sébastien Buemi      |
| 2007   | Nico Hülkenberg    | Yann Clairay        | Jean-Karl Vernay     |
| 2008   | Jules Bianchi      | Nico Hülkenberg     | Jon Lancaster        |
| 2009   | Valtteri Bottas    | Mika Mäki           | Stefano Coletti      |
| 2010   | Valtteri Bottas    | Alexander Sims      | Marco Wittmann       |
| 2011   | Felix Rosenqvist   | Marco Wittmann      | Kevin Magnussen      |
| 2012   | Daniel Juncadella  | Raffaele Marciello  | Hannes van Asseldonk |
| 2013   | Felix Rosenqvist   | Alex Lynn           | Emil Bernstorff      |
| 2014   | Max Verstappen     | Steijn Schothorst   | Nabil Jeffri         |
| 2015   | Antonio Giovinazzi | George Russell      | Sérgio Sette Câmara  |
| 2016   | Joel Eriksson      | Niko Kari           | Sérgio Sette Câmara  |